# Nonacosaan
Nonacosaan is een lange verzadigde organische verbinding met als brutoformule C29H60. De stof komt voor als een vaste stof en is door hydrofobe eigenschappen onoplosbaar in water. Het is wel goed oplosbaar in de meeste organische oplosmiddelen, zoals benzeen, di-ethylether, ethanol, aceton en tolueen. De verbinding kent 1.590.507.121 structuurisomeren.

## Voorkomen
Nonacosaan zou een component zijn in een feromoon van Orgyia leucostigma en een rol spelen bij de chemische communicatie tussen verschillende insecten, waaronder de vrouwelijke Anopheles stephensi. Nonacosaan komt verder voor in verscheidene essentiële oliën, maar kan ook synthetisch bereid worden.